# しののめ (巡視艇・初代)
しののめ（英語: JCG Shinonome, PC-30）は、海上保安庁が運用していた港内艇（1957年に巡視艇に呼称変更）。区分上はPC型、公称船型は23メートル型。

## 来歴
海上保安庁では、昭和25年度にはつなみ型（23メートル型PC）24隻を建造した。しかし同型では、連合国軍最高司令官総司令部（GHQ）からの要求のために、没水部船型については、日本側が当初計画した角型ではなく、アメリカ沿岸警備隊の艇に準じた丸型を採用せざるを得ず、危惧されたとおり動揺性能が思わしくなかった。このことから、独立後の昭和28年度計画では、荒天中の動揺性能改善のため、没水部船型を改めた艇が建造されることになった。これが本艇である。

## 設計
このような経緯から、本型では没水部船型はV型とされた。外板は海保希望のとおり二重張り、肋骨は三材の積層材である。主機関は三菱日本重工業のMSA50Hディーゼルエンジンを改良して搭載した。合計出力は1,000馬力と、はつなみ型の700馬力と比して強化されており、速力も18.9ノットに増速した。しかし1962年に、はつなみ型と同出力の主機関に換装され、速力は14ノットに低下した。

## 船歴
1974年3月8日、解役。最終配属先である鳥羽市で保存運動が行われた結果、無償で払い下げられて市内の児童遊園に据え付けられた。